# Snörväxel

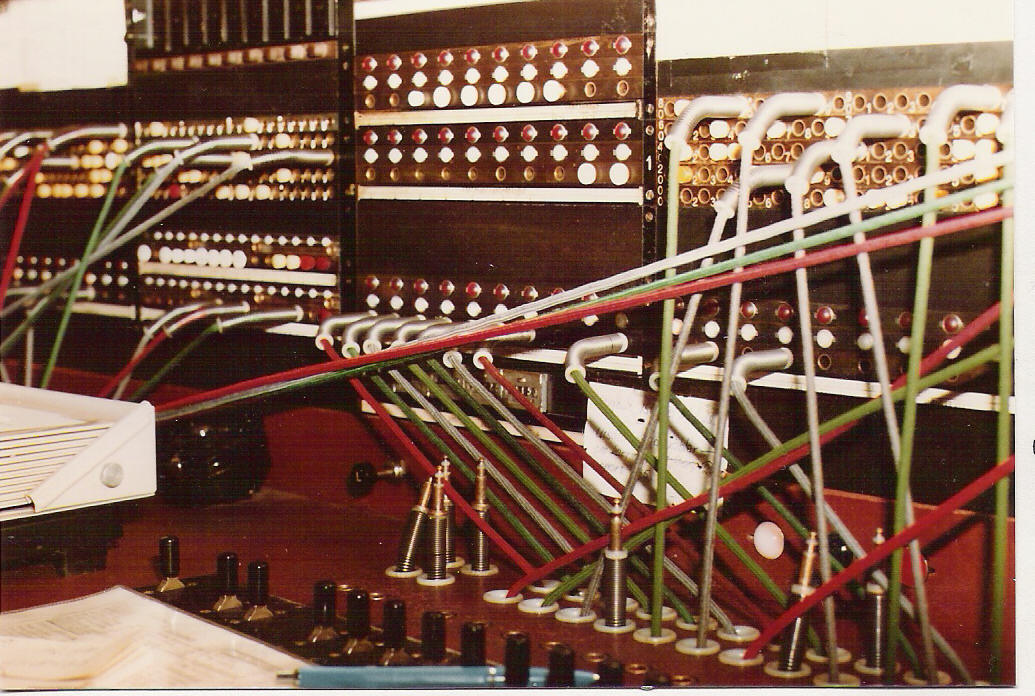
Snörbordet på en automatisk abonnentväxel OS 54

Snörväxel är en telefonväxel där kopplingen av samtal sker med hjälp av snören (d.v.s. sladdar) ordnade parvis i en bordsskiva. En snörväxel kan antingen vara manuell eller automatisk – i den manuella måste alla typer av samtal kopplas av telefonisten, i den automatiska sker endast kopplingen av inkommande externa samtal via snörena. 
Växeln består av en bordsskiva med snörpar, expeditionsomkastare, knappar för lyssning och signalgivning, samt fingerskiva. Uppsatsen innehåller jackar med klaffar (huvudledningar och anknytningar) samt täckplåtar för outnyttjade anknytningar. Uppsatsen kallades ofta felaktigt för "multipeln", vilket egentligen endast är tillämpligt på flerplatsiga växlar där flera anknytningsgrupper multipliceras i varje expeditionsplats. Snörena i bordsskivan hänger i slingor under bordet och hålls spända med hjälp av hjulförsedda lod, som rullar på varje snöre för att snöret ska falla ner automatiskt när det kopplas loss från jacken.
En manuell snörväxel kan se komplicerad och rörig ut för den oinvigde, men det är möjligt för en enda person att blixtsnabbt koppla och övervaka flera samtal samtidigt. Telefonisten kan koppla upp ett samtal och ringa på en anknytning innan den uppringande har hunnit tala klart. Till skillnad från moderna telefonväxlar med telefonistapparat har telefonisten också en överblick över pågående samtal och obesvarade samtal.

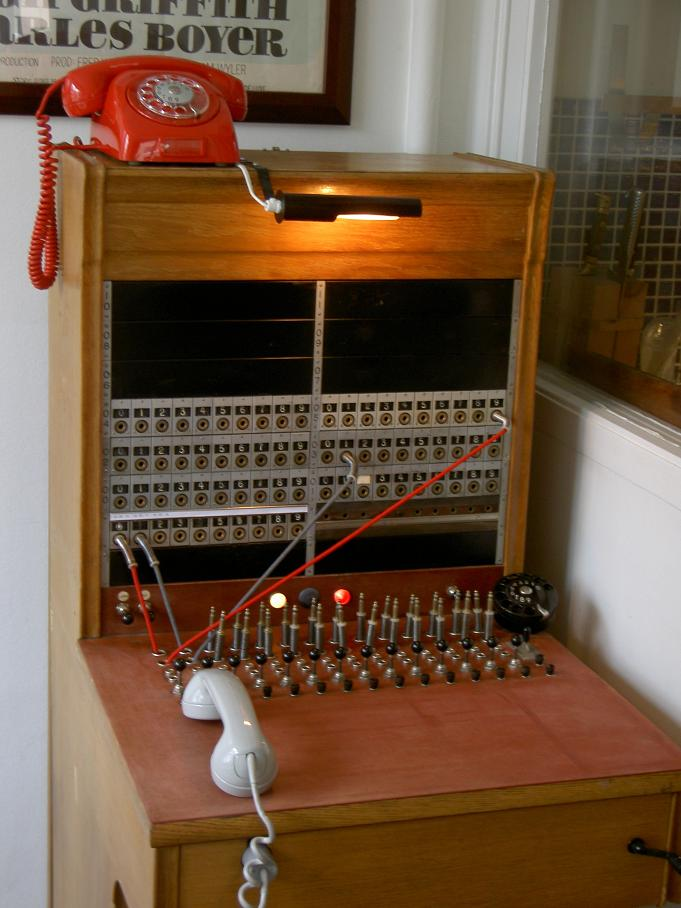
Manuell snörväxel för 10 huvudledningar och 60 anknytningar.
De svarta fälten är reserverade utrymmen för utökningar i växeln utöver nuvarande 60 anknytningar och 10 huvudledningar. AK160-växeln kan som mest rymma 160 linjer.

För numreringen av jacken i uppsatsen tillämpas s.k. nollräkning. Principen exemplifieras i bilden av 60-nummersväxeln till vänster:
Den nedersta gruppen till vänster, under den vita signeringsremsan, innehåller de 10 huvudledningarna. Gruppen ovanför signerlisten på vänster sida innehåller anknytning 0…9, gruppen omedelbart till höger i samma nivå anknytning 10…19 o.s.v.. Gruppen längst upp till höger innehåller anknytning 50…59. På bilden är ett inkommande samtal från den första huvudledningen kopplat till ankn 59 (röda snören). Ett annat inkommande samtal från nästa huvudledning är kopplat till ankn 31 (grå snören). Ett obesvarat anrop väntar från ankn 12 (vit klaff har fallit).
I de helt manuella snörväxlar som fanns i Televerkets utbud (AK100, AK120, AK 160, AK200, AL600) var telefonisten tvungen att ringa manuellt på varje anknytning vid uppkoppling av inkommande samtal, ungefär som på en dörrklocka. Det innebar att den anropade anknytningen bara ringde kort i början när ett samtal kom. Sedan övergick telefonisten oftast till att expediera andra samtal. Om anknytningen inte svarade, gick telefonisten in och ringde igen. I dag är vi vana vid att en telefon ringer regelbundet och upprepat när ett samtal kommer, men för personalen på ett kontor med manuell växel kunde man alltså gå fram till telefonen efter endast några enstaka signaler och svara och upptäcka att det fanns ett samtal. I t.ex. Storbritannien utvecklade man de manuella växlarna tekniskt på så sätt att telefonen fortsatte att ringa så länge anknytningen inte hade svarat eller telefonisten tagit ned kopplet. I Televerkets automatiska växlar med manuellt snörbord (TV52, OS54) var signalgivningen automatisk och pågick ända fram till att anknytningen svarade.
I Televerkets manuella växlar kunde telefonisten övervaka obesvarade inkommande externa samtal. Efter uppkoppling och signalgivning lyste en röd lampa ända fram till dess att anknytningen svarade. När lampan slocknade hade anknytningen svarat. Samma lampa (slutsignal) tändes igen när samtalet var slut. Då var det viktigt för telefonisten att snabbt ta ned snörena, för om ett nytt externt samtal skulle råka komma in på den nu lediga inkommande huvudledningen, så ringde det direkt i anknytningsapparaten, inte i växeln - vilket kunde leda till förvirring eftersom anknytningarna inte kunde koppla inkommande samtal vidare internt. Medan manuella växlar och telefonstationer fortfarande var vanliga, gick telefonisten in på varje avslutat samtal och gjorde ett s.k. "inrop" och frågade "är samtalet slut" för att eventuellt fånga upp samtal som skulle kopplas vidare internt eller ta externa samtal som råkat "ringa igenom".
Men mot slutet av epoken med manuella abonnentväxlar hade man övergivit detta förfarande och förenklat expedieringen. Samtal som fick slutsignal kopplades ned utan inrop. Avgående externa samtal kopplades också upp utan att ankytningen behövde begära "linjen". Lyfte en ankytning luren och klaffen föll i växeln, kopplades en extern utgående linje upp direkt utan att telefonisten svarade. Om en ankytning ville ringa ett internt samtal eller nå telefonisten, lyfte anknytningen luren och slog siffran 9, varvid klaffen föll och surrade i takt med fingerskivans impulser, vilket var signal till telefonisten att ett internt samtal önskades. Först då gick telefonisten in och svarade "växeln". På hotell kunde det vara tvärtom, att man slog 9 för att få linjen.

## Annan tillämpning
Snörväxel kan även syfta på en växel för koppling av till exempel ljudledningar i radio- eller TV-studio.